# Майкл Джон Еллман
Майкл Джон Еллман (нар. 27 липня 1942, Ріплі, Суррей) — професор в області економіки в університеті Амстердама з 1978 року. (зараз — почесний професор). Автор книг з економіки Радянського Союзу, країн з перехідною економікою, Росія і порівняльний аналіз економічних систем.

## Призи та нагороди
- Іноземний член (академік) Російської Академії економічних наук і підприємництва.
- Нагороджений у 1998 році премією Кондратьєва за «внесок у розвиток суспільних наук» від Міжнародного фонду Н. Д. Кондратьєва.[4]

## Основні публікації
- Проблеми планування в СРСР: внесок математичних методів для їх вирішення (Кембридж: Видавництво Кембриджського університету, 1973). ISBN у 978-0521202497 (італійському виданню 1979, угорський переклад для внутрішнього службового користування 1970-х років, російський переклад для внутрішнього службового користування 1970-х років.)
- Соціалістичне планування (Кембридж: Видавництво Кембриджського університету, 1-е вид. 1979, 2-е изд. 1989, 3-е изд. 2014). ИСБН 9781107427327
- «Зробив сільськогосподарських надлишків надати ресурси для збільшення інвестицій в СРСР під час першого п'ятирічного плану?,» Економічний Журнал(Грудень 1975). (Російський переклад Питання економіки січня 1992 року.)
- "Трансформація, депресія і економіка: деякі уроки, " журнал порівняльної економіки (серпень 1994). Передруковано в п. р. Заєць & д. р. Девіс (ЕЦП) переходу до ринкової економіки (London: routledge, 1997), тому.1.
- З В. Конторович (ЕЦП), руйнування Радянської економічної системи: інсайдери історії (Нью-Йорк: М. Шарп Е., 1998).
- Радянський голод у 1947 році і право підходу до голодомору.  Кембриджський журнал економіки (вересень 2000).
- (редактор) в Росії нафту і газ: Бонанза чи прокляття? (Лондон: Гімн, 2006). ИСБН 9781843312260